# Кощеево (Костромская область)
Кощеево — упразднённая деревня в Антроповском районе Костромской области России.

## География
Урочище находится в центральной части Костромской области, в подзоне южной тайги, вблизи истока реки Ержи, на расстоянии приблизительно 17 километров (по прямой) к юго-западу от посёлка Антропово, административного центра района. Абсолютная высота — 185 метра над уровнем моря.

### Климат
Климат характеризуется как умеренно континентальный, с продолжительной холодной многоснежной зимой и коротким сравнительно тёплым летом. Среднегодовая температура воздуха — 2,5 °C. Средняя температура воздуха самого холодного месяца (января) — −12,6 °C (абсолютный минимум — −38 °C); самого тёплого месяца (июля) — 18,2 °C (абсолютный максимум — 36 °С). Годовое количество атмосферных осадков — 500—550 мм, из которых большая часть выпадает в тёплый период.

## История
В «Списке населенных мест Костромской губернии по сведениям 1870-72 годов» населённый пункт упомянут как усадьба Галичского уезда, расположенная при пруде, в 26 верстах от уездного города. В Кощееве насчитывалось 4 двора и проживало 44 человека (21 мужчина и 23 женщины).
В 1907 году в усадьбе, относящейся к Пречистенской волости, имелось 4 двора и проживало 14 человек.
Упразднена не позднее 1981 года.